# Centre pénitentiaire de Mont-de-Marsan
Le centre pénitentiaire de Mont-de-Marsan, préfecture du département français des Landes, comporte deux quartiers : une maison d'arrêt et un centre de détention.

## Présentation
Il remplace l'ancienne maison d'arrêt de Mont-de-Marsan, construite en 1809. Il est situé Chemin de la Pémégnan, dans le quartier de Saint-Médard.
Sa construction a coûté 64 millions d'euros. Il a été inauguré le 20 novembre 2008 par Rachida Dati, Ministre de la Justice et Garde des Sceaux. Il a reçu ses 83 premiers détenus le dimanche 7 décembre 2008. Sa capacité d'accueil est de 690 places pour hommes majeurs, se partageant en deux quartiers principaux :
- Maison d'arrêt : 300 places (120 places dans le bâtiment réservé au module de respect et 180 dans le second bâtiment)
- Centre de détention : 360 places (deux bâtiments de 180 places chacun)

auxquels s'ajoute un quartier d'accueil de 30 places dans lequel chaque détenu arrivant est observé durant quelques jours. Ce quartier compte deux cellules "lisses" destinées à la prévention du suicide par pendaison.
Il offre ainsi une capacité d'accueil dix fois plus importante que l'ancienne maison d'arrêt de Mont-de-Marsan, et permet notamment de désencombrer les maisons d'arrêt de la région. Sa direction interrégionale est Bordeaux et il se situe dans le ressort de la cour d'appel de Pau.

## Conception
Construit dans le cadre de la modernisation des centres pénitentiaires, il dispose d'une salle de musculation dans chacun des quatre bâtiments d'hébergement, d'un vrai gymnase, d'un terrain de football, de cellules, individuelles pour l'essentiel,  toutes équipées d'une douche et de 3 appartements permettant aux personnes détenues d'accueillir famille et amis. Les personnes détenues handicapées sont hébergées dans des cellules adaptées.
Il constitue le premier établissement pénitentiaire pour détenus majeurs d'un programme de construction de 13 200 places, voulu par la loi N° 2002-1138 d'orientation et de programmation de la justice du 9 septembre 2002. Sa conception conjugue trois principes : 
- recherche de l'amélioration des conditions de travail des personnels
- utilisation des dernières avancées techniques de sûreté
- souci d'améliorer la vie du détenu pour la tourner vers l'avenir et la réinsertion.

## Événements
Privé d'électricité en raison d'une avarie technique ayant touché le tableau général de basse tension (TGBT), le centre pénitentiaire de Mont-de-Marsan procède à l'évacuation de l'ensemble de ses 90 détenus le dimanche 28 décembre 2008. Ces derniers sont transférés vers d'autres établissements pénitentiaires de la région, en Dordogne, Haute-Garonne, Pyrénées-Atlantiques, Lot-et-Garonne et Charente-Maritime. Cette décision est prise à la suite des problèmes posés par cette panne, notamment en matière de sécurité, mais aussi d'éclairage de chauffage et de restauration.
Le 20 mai 2025, une perquisition est menée au centre pénitentiaire de Mont-de-Marsan dans le cadre de l'opération nationale dite « Prison break », visant simultanément 66 prisons françaises, afin de procéder à la saisie dans les cellules de 5000 mini-téléphones portables mis en circulation par une société chinoise et revendus en France par le fournisseur Oportik.
Dans la nuit du 12 au 13 juillet 2025, un mineur de 17 ans, originaire du secteur de Labouheyre, est interpellé en flagrant délit aux abords du centre pénitentiaire de Bordeaux-Gradignan, en train de livrer à l'aide de deux drones, des colis directement aux barreaux des cellules contenant des friandises, de la nourriture, des cigarettes et de la drogue (résine et cannabis et cocaïne). Au moment de son arrestation, il fournissait depuis environ trois semaines des détenus des prisons de Gradignan et Mont-de-Marsan, après avoir été recruté via l'application Snapchat.